# Norbert Ségard

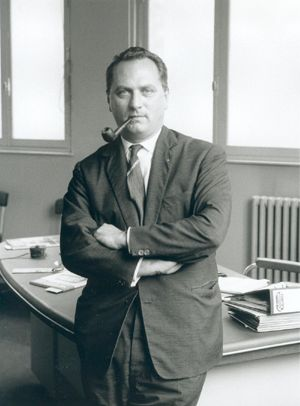
Norbert Ségard

Norbert Ségard (* 3. Oktober 1922 in Aniche, Département Nord; † 1. Februar 1981 in Lille, Département Nord) war ein französischer Physiker und Politiker, der Mitglied der Nationalversammlung sowie zeitweise Staatssekretär und Minister war. 

## Leben

### Studium, Hochschullehrer und Wissenschaftler
Norbert Ségard, Sohn des Kaufmännischen Direktors der Glashütte von Aniche sowie einer Lehrerin, begann nach dem Besuch des Lycée Notre-Dame-de-Grâce in Cambrai ein Studium der Fächer Mathematik und Naturwissenschaften an der Université Lille Nord de France. Während des Studiums war er zwischen 1940 und 1942 Vorsitzender der Katholischen Studentenvereinigung der Universität und leistete während des Zweiten Weltkrieges seinen Pflichtarbeitsdienst STO (Service du travail obligatoire). 1945 schloss er sein Studium 1945 mit einem diplôme d’études supérieures (DES) ab und erwarb zudem 1953 einen Doktor der Physik. Im Anschluss wurde er 1954 Titularprofessor am Institut Catholique de Paris (ICP), der katholischen Universität (la Catho) von Paris. Zugleich wurde er 1956 auch Professor an dem von ihm mitgegründeten Institut supérieur d’électronique de Paris (ISEP), dessen Direktor er auch wurde. 
1961 gehörte Ségard auch zu den Mitgründern des Institut für Wirtschaft, Handel und Soziales für Ingenieure (Institut d’économie, d’entreprise et de formation sociale pour ingénieurs). 1963 wurde er Dekan der Wissenschaftlichen Fakultät des Institut Catholique de Paris und gründete ferner das Landwirtschaftliche Hochschulinstitut (Institut supérieur d’Agriculture, ISA) in Lille. Während seiner langjährigen Forschungs- und Lehrtätigkeit befasste er sich vor allem mit Themen wie Ultraschall und war zwischen 1968 und Januar 1975 auch Mitglied des Obersten Bildungsrates (Conseil supérieur de l’éducation). 1969 gründete er des Weiteren die Föderation zur Vertretung gemeinsamer Interessen der Hochschulen (Fédération des établissements d'enseignement supérieur d'intérêt collectif).

### Abgeordneter, Staatssekretär und Minister
Am 2. April 1973 wurde Norbert Ségard für die Union des démocrates pour la République (UDR) im Département Nord erstmals zum Mitglied der Nationalversammlung (Assemblée nationale). Er verzichtete auf sein Mandat, nachdem er am 18. Juni 1974 als Staatssekretär für Außenhandel (Secrétaire d’Etat au commerce extérieur) im Kabinett Chirac I wurde. Am 31. Januar 1975 übernahm er das daraus entstandene, neu geschaffene Amt als Außenhandelsminister (Ministre du commerce extérieur) und hatte dieses bis zu seiner Ablösung durch Raymond Barre am 12. Januar 1976 inne. Er selbst wiederum übernahm daraufhin das Amt als Staatssekretär für Post und Telekommunikation (Secrétaire d’Etat aux postes et télécommunications). Das Amt als Staatssekretär für Post und Telekommunikation bekleidete er zwischen dem 28. August 1976 und dem 30. März 1977 auch im Kabinett Barre I, vom 31. März 1977 bis zum 1. April 1978 im Kabinett Barre II sowie zwischen dem 7. April 1978	und dem 5. November 1980 im Kabinett Barre III. 
Am 2. April 1978 wurde er für das Département Nord abermals Mitglied der Nationalversammlung, legte sein Mandat aber nach der Berufung in die Regierung am 5. Mai 1978 nieder. Im Zuge einer Regierungsumbildung übernahm er im Kabinett Barre III schließlich am 5. November 1980 den Posten als Beigeordneter Minister beim Premierminister (Ministre délégué auprès du Premier ministre) und hatte diesen bis zu seinem Tode am 1. Februar 1981 inne.